# Olympische Sommerspiele 2012/Teilnehmer (Fidschi)
| Gelbes Symbol für Goldmedaillen mit stilisierten Olympischen Ringen | Graues Symbol für Silbermedaillen mit stilisierten Olympischen Ringen | Braundes Symbol für Bronzemedaillen mit stilisierten Olympischen Ringen |
| ------------------------------------------------------------------- | --------------------------------------------------------------------- | ----------------------------------------------------------------------- |
| —                                                                   | —                                                                     | —                                                                       |

Fidschi nahm in London an den Olympischen Spielen 2012 teil. Es war die insgesamt 13. Teilnahme an Olympischen Sommerspielen. Das Fiji Association of Sports and National Olympic Committee nominierte neun Athleten in sechs Sportarten.

## Flaggenträger
Der Judoka Josateki Naulu trug die Flagge Fidschis während der Eröffnungsfeier.

## Teilnehmer nach Sportarten

### Bogenschießen
| Athleten     | Wettbewerb | Qualifikation | Qualifikation | 1. Runde           | 1. Runde | 2. Runde      | 2. Runde      | Achtelfinale  | Achtelfinale  | Viertelfinale | Viertelfinale | Halbfinale    | Halbfinale    | Finale        | Finale        | Rang          |
| Athleten     | Wettbewerb | Ringe         | Rang          | Gegner             | Ergebnis | Gegner        | Ergebnis      | Gegner        | Ergebnis      | Gegner        | Ergebnis      | Gegner        | Ergebnis      | Gegner        | Ergebnis      | Rang          |
| ------------ | ---------- | ------------- | ------------- | ------------------ | -------- | ------------- | ------------- | ------------- | ------------- | ------------- | ------------- | ------------- | ------------- | ------------- | ------------- | ------------- |
| Männer       |            |               |               |                    |          |               |               |               |               |               |               |               |               |               |               |               |
| Robert Elder | Einzel     | 615           | 63            | Kim B.-m. Südkorea | 4:6      | ausgeschieden | ausgeschieden | ausgeschieden | ausgeschieden | ausgeschieden | ausgeschieden | ausgeschieden | ausgeschieden | ausgeschieden | ausgeschieden | ausgeschieden |

### Gewichtheben
| Athleten     | Wettbewerb       | Reißen  | Reißen | Stoßen  | Stoßen | Zweikampf | Zweikampf | Rang |
| Athleten     | Wettbewerb       | Gewicht | Rang   | Gewicht | Rang   | Gewicht   | Rang      | Rang |
| ------------ | ---------------- | ------- | ------ | ------- | ------ | --------- | --------- | ---- |
| Frauen       |                  |         |        |         |        |           |           |      |
| Maria Liku   | Klasse bis 63 kg | 82 kg   | 8      | 100 kg  | 8      | 182 kg    | 8         | 8    |
| Männer       |                  |         |        |         |        |           |           |      |
| Manueli Tulo | Klasse bis 56 kg | 105 kg  | 17     | 128 kg  | 13     | 233 kg    | 13        | 13   |

### Judo
| Athleten       | Wettbewerb       | 1. Runde      | 1. Runde  | Achtelfinale  | Achtelfinale  | Viertelfinale | Viertelfinale | Hoffnungsrunde Halbfinale | Hoffnungsrunde Halbfinale | Halbfinale    | Halbfinale    | Hoffnungsrunde Finale | Hoffnungsrunde Finale | Finale        | Finale        | Rang          |
| Athleten       | Wettbewerb       | Gegner        | Ergebnis  | Gegner        | Ergebnis      | Gegner        | Ergebnis      | Gegner                    | Ergebnis                  | Gegner        | Ergebnis      | Gegner                | Ergebnis              | Gegner        | Ergebnis      | Rang          |
| -------------- | ---------------- | ------------- | --------- | ------------- | ------------- | ------------- | ------------- | ------------------------- | ------------------------- | ------------- | ------------- | --------------------- | --------------------- | ------------- | ------------- | ------------- |
| Männer         |                  |               |           |               |               |               |               |                           |                           |               |               |                       |                       |               |               |               |
| Josateki Naulu | Klasse bis 81 kg | S. Mrvaljević | 0003-0111 | ausgeschieden | ausgeschieden | ausgeschieden | ausgeschieden | ausgeschieden             | ausgeschieden             | ausgeschieden | ausgeschieden | ausgeschieden         | ausgeschieden         | ausgeschieden | ausgeschieden | ausgeschieden |

### Leichtathletik
Laufen und Gehen
| Athleten         | Wettbewerb | Vorlauf | Vorlauf | Halbfinale    | Halbfinale    | Finale        | Finale        | Rang |
| Athleten         | Wettbewerb | Zeit    | Rang    | Zeit          | Rang          | Zeit          | Rang          | Rang |
| ---------------- | ---------- | ------- | ------- | ------------- | ------------- | ------------- | ------------- | ---- |
| Frauen           |            |         |         |               |               |               |               |      |
| Danielle Alakija | 400 m      | 56,77 s | 39      | ausgeschieden | ausgeschieden | ausgeschieden | ausgeschieden | 39   |

Springen und Werfen
| Athleten        | Wettbewerb  | Qualifikation | Qualifikation | Finale     | Finale | Rang |
| Athleten        | Wettbewerb  | Weite/Höhe    | Rang          | Weite/Höhe | Rang   | Rang |
| --------------- | ----------- | ------------- | ------------- | ---------- | ------ | ---- |
| Männer          |             |               |               |            |        |      |
| Leslie Copeland | Speerwerfen | 80,19 m       | 6             | –          | –      | 13   |

### Schießen
| Athleten    | Wettbewerb | Qualifikation | Qualifikation | Finale        | Finale        | Ringe | Rang |
| Athleten    | Wettbewerb | Ringe         | Rang          | Ringe         | Rang          | Ringe | Rang |
| ----------- | ---------- | ------------- | ------------- | ------------- | ------------- | ----- | ---- |
| Männer      |            |               |               |               |               |       |      |
| Glenn Kable | Trap       | 117           | 23            | ausgeschieden | ausgeschieden | 117   | 23   |

### Schwimmen
| Athleten          | Wettbewerb     | Vorlauf     | Vorlauf | Halbfinale    | Halbfinale    | Finale        | Finale        | Rang |
| Athleten          | Wettbewerb     | Zeit        | Rang    | Zeit          | Rang          | Zeit          | Rang          | Rang |
| ----------------- | -------------- | ----------- | ------- | ------------- | ------------- | ------------- | ------------- | ---- |
| Frauen            |                |             |         |               |               |               |               |      |
| Matelita Buadromo | 100 m Brust    | 1:16,33 min | 43      | ausgeschieden | ausgeschieden | ausgeschieden | ausgeschieden | 43   |
| Männer            |                |             |         |               |               |               |               |      |
| Paul Elaisa       | 100 m Freistil | 54,87 s     | 47      | ausgeschieden | ausgeschieden | ausgeschieden | ausgeschieden | 47   |